# Collegio di Swindon North
Swindon North è un collegio elettorale inglese situato nel Wiltshire e rappresentato alla camera dei Comuni del parlamento del Regno Unito. Elegge un membro del parlamento con il sistema maggioritario a turno unico; l'attuale parlamentare è Will Stone del Partito Laburista, che rappresenta il collegio dal 2024.
Fino al 2024 è stato denominato North Swindon.

## Estensione

North Swindon dal 2010 al 2024

- 1997-2010: i ward del Borough of Thamesdown di Blunsdon, Covingham, Gorse Hill, Haydon Wick, Highworth, Moredon, St Margaret, St Philip, Western e Whitworth ed il ward del distretto di North Wiltshire di Cricklade.
- 2010-2024: i ward del Borough of Swindon di Abbey Meads, Blunsdon, Covingham and Nythe, Gorse Hill and Pinehurst, Haydon Wick, Highworth, Moredon, Penhill, St Margaret, St Philip e Western.
- dal 2024: i ward del Borough of Swindon di Blunsdon and Highworth; Gorse Hill and Pinehurst; Haydon Wick; Penhill and Upper Stratton; Priory Vale; Rodbourne Cheney; St. Andrews e St. Margaret and South Marston.[1]

I confini del collegio racchiudono un'area che prima della creazione di North Swindon apparteneva a Swindon, e alle versioni precedenti al 1997 di North Wiltshire e Devizes. Con le modifiche del 2010, Cricklade divenne parte del collegio di North Wiltshire, mentre North Swindon acquisì parti del collegio di South Swindon.

## Profilo
Il collegio include gran parte della superficie urbana e suburbana di Swindon, ma comprende anche una consistente parte delle aree circostanti, inclusa Blunsdon e la città mercato di Highworth. La maggior parte dell'elettorato di North Swindon vive nei quartieri periferici oppure vicino al centro cittadino; nel 2001 il 52,9% delle abitazioni erano autonome o semi-autonome a Swindon, mentre nel North Wiltshire il 35,1% delle abitazioni sono autonome. Sempre nel 2001, il tasso di disoccupazione crebbe dal 2,5% al 4,2% e quello dei liberi professionisti dal 6,2% al 7,8%. In contrasto con Swindon South, la disoccupazione nel 2010 fu registrata al 2,6%, mentre a South Swindon era il 3,5%.

## Membri del parlamento
| Elezione | Elezione | Deputato         | Partito      |
| -------- | -------- | ---------------- | ------------ |
|          | 1997     | Michael Wills    | Laburista    |
|          | 2010     | Justin Tomlinson | Conservatore |
|          | 2024     | Will Stone       | Laburista    |

## Elezioni

### Elezioni negli anni 2020
| Partito                    | Partito                                           | Candidato                  | Risultati 4 luglio 2024 | Risultati 4 luglio 2024 |
| Partito                    | Partito                                           | Candidato                  | Voti                    | %                       |
| -------------------------- | ------------------------------------------------- | -------------------------- | ----------------------- | ----------------------- |
|                            | Laburista                                         | Will Stone                 | 17 930                  | 40,60                   |
|                            | Conservatore                                      | Justin Tomlinson           | 13 827                  | 31,31                   |
|                            | Reform UK                                         | Les Willis                 | 7 557                   | 17,11                   |
|                            | Verdi                                             | Andy Bentley               | 2 366                   | 5,36                    |
|                            | Lib Dem                                           | Flo Clucas                 | 2 086                   | 4,72                    |
|                            | Indipendente                                      | Debbie Hicks               | 260                     | 0,59                    |
|                            | TUSC                                              | Scott Hunter               | 139                     | 0,31                    |
|                            |                                                   |                            |                         |                         |
| Iscritti                   | Iscritti                                          | Iscritti                   | 73 238                  | 100,00                  |
| ↳ Votanti (% su iscritti)  | ↳ Votanti (% su iscritti)                         | ↳ Votanti (% su iscritti)  | 44 165                  | 60,30                   |
| ↳ Astenuti (% su iscritti) | ↳ Astenuti (% su iscritti)                        | ↳ Astenuti (% su iscritti) | 29 073                  | 39,70                   |
|                            |                                                   |                            |                         |                         |
|                            | Esito: collegio passa da Conservatore a Laburista |                            |                         |                         |

### Elezioni negli anni 2010
| Partito                    | Partito                                   | Candidato                  | Risultati 12 dicembre 2019 | Risultati 12 dicembre 2019 |
| Partito                    | Partito                                   | Candidato                  | Voti                       | %                          |
| -------------------------- | ----------------------------------------- | -------------------------- | -------------------------- | -------------------------- |
|                            | Conservatore                              | Justin Tomlinson           | 32 584                     | 59,12                      |
|                            | Laburista                                 | Kate Linnegar              | 16 413                     | 29,78                      |
|                            | Lib Dem                                   | Katie Critchlow            | 4 408                      | 8,00                       |
|                            | Verdi                                     | Andy Bentley               | 1 710                      | 3,10                       |
|                            |                                           |                            |                            |                            |
| Iscritti                   | Iscritti                                  | Iscritti                   | 82 441                     | 100,00                     |
| ↳ Votanti (% su iscritti)  | ↳ Votanti (% su iscritti)                 | ↳ Votanti (% su iscritti)  | 55 115                     | 66,85                      |
| ↳ Astenuti (% su iscritti) | ↳ Astenuti (% su iscritti)                | ↳ Astenuti (% su iscritti) | 27 326                     | 33,15                      |
|                            |                                           |                            |                            |                            |
|                            | Esito: collegio confermato a Conservatore |                            |                            |                            |

| Partito                    | Partito                                   | Candidato                  | Risultati 8 giugno 2017 | Risultati 8 giugno 2017 |
| Partito                    | Partito                                   | Candidato                  | Voti                    | %                       |
| -------------------------- | ----------------------------------------- | -------------------------- | ----------------------- | ----------------------- |
|                            | Conservatore                              | Justin Tomlinson           | 29 431                  | 53,60                   |
|                            | Laburista                                 | Mark Dempsey               | 21 096                  | 38,42                   |
|                            | Lib Dem                                   | Liz Webster                | 1 962                   | 3,57                    |
|                            | UKIP                                      | Steve Halden               | 1 564                   | 2,85                    |
|                            | Verdi                                     | Andy Bentley               | 858                     | 1,56                    |
|                            |                                           |                            |                         |                         |
| Iscritti                   | Iscritti                                  | Iscritti                   | 80 162                  | 100,00                  |
| ↳ Votanti (% su iscritti)  | ↳ Votanti (% su iscritti)                 | ↳ Votanti (% su iscritti)  | 54 911                  | 68,50                   |
| ↳ Astenuti (% su iscritti) | ↳ Astenuti (% su iscritti)                | ↳ Astenuti (% su iscritti) | 25 251                  | 31,50                   |
|                            |                                           |                            |                         |                         |
|                            | Esito: collegio confermato a Conservatore |                            |                         |                         |

| Partito                    | Partito                                   | Candidato                  | Risultati 7 maggio 2015 | Risultati 7 maggio 2015 |
| Partito                    | Partito                                   | Candidato                  | Voti                    | %                       |
| -------------------------- | ----------------------------------------- | -------------------------- | ----------------------- | ----------------------- |
|                            | Conservatore                              | Justin Tomlinson           | 26 295                  | 50,33                   |
|                            | Laburista                                 | Mark Dempsey               | 14 509                  | 27,77                   |
|                            | UKIP                                      | James Faulkner             | 8 011                   | 15,33                   |
|                            | Verdi                                     | Poppy Hebden-Leeder        | 1 723                   | 3,30                    |
|                            | Lib Dem                                   | Janet Ellard               | 1 704                   | 3,26                    |
|                            |                                           |                            |                         |                         |
| Iscritti                   | Iscritti                                  | Iscritti                   | 80 995                  | 100,00                  |
| ↳ Votanti (% su iscritti)  | ↳ Votanti (% su iscritti)                 | ↳ Votanti (% su iscritti)  | 52 242                  | 64,50                   |
| ↳ Astenuti (% su iscritti) | ↳ Astenuti (% su iscritti)                | ↳ Astenuti (% su iscritti) | 28 753                  | 35,50                   |
|                            |                                           |                            |                         |                         |
|                            | Esito: collegio confermato a Conservatore |                            |                         |                         |

| Partito                    | Partito                                           | Candidato                  | Risultati 6 maggio 2010 | Risultati 6 maggio 2010 |
| Partito                    | Partito                                           | Candidato                  | Voti                    | %                       |
| -------------------------- | ------------------------------------------------- | -------------------------- | ----------------------- | ----------------------- |
|                            | Conservatore                                      | Justin Tomlinson           | 22 408                  | 44,55                   |
|                            | Laburista                                         | Victor Agarwal             | 15 348                  | 30,52                   |
|                            | Lib Dem                                           | Jane Lock                  | 8 668                   | 17,23                   |
|                            | UKIP                                              | Stephen Halden             | 1 842                   | 3,66                    |
|                            | BNP                                               | Reg Bates                  | 1 542                   | 3,07                    |
|                            | Verdi                                             | Bill Hughes                | 487                     | 0,97                    |
|                            |                                                   |                            |                         |                         |
| Iscritti                   | Iscritti                                          | Iscritti                   | 78 341                  | 100,00                  |
| ↳ Votanti (% su iscritti)  | ↳ Votanti (% su iscritti)                         | ↳ Votanti (% su iscritti)  | 50 295                  | 64,20                   |
| ↳ Astenuti (% su iscritti) | ↳ Astenuti (% su iscritti)                        | ↳ Astenuti (% su iscritti) | 28 046                  | 35,80                   |
|                            |                                                   |                            |                         |                         |
|                            | Esito: collegio passa da Laburista a Conservatore |                            |                         |                         |

### Elezioni negli anni 2000
| Partito                    | Partito                                | Candidato                  | Risultati 5 maggio 2005 | Risultati 5 maggio 2005 |
| Partito                    | Partito                                | Candidato                  | Voti                    | %                       |
| -------------------------- | -------------------------------------- | -------------------------- | ----------------------- | ----------------------- |
|                            | Laburista                              | Michael Wills              | 19 612                  | 43,69                   |
|                            | Conservatore                           | Justin Tomlinson           | 17 041                  | 37,97                   |
|                            | Lib Dem                                | Mike Evemy                 | 6 831                   | 15,22                   |
|                            | UKIP                                   | Robert Tingey              | 998                     | 2,22                    |
|                            | Unità Socialista                       | Andy Newman                | 208                     | 0,46                    |
|                            | Indipendente                           | Ernest Reynolds            | 195                     | 0,43                    |
|                            |                                        |                            |                         |                         |
| Iscritti                   | Iscritti                               | Iscritti                   | 73 851                  | 100,00                  |
| ↳ Votanti (% su iscritti)  | ↳ Votanti (% su iscritti)              | ↳ Votanti (% su iscritti)  | 44 885                  | 60,78                   |
| ↳ Astenuti (% su iscritti) | ↳ Astenuti (% su iscritti)             | ↳ Astenuti (% su iscritti) | 28 966                  | 39,22                   |
|                            |                                        |                            |                         |                         |
|                            | Esito: collegio confermato a Laburista |                            |                         |                         |

| Partito                    | Partito                                | Candidato                  | Risultati 7 giugno 2001 | Risultati 7 giugno 2001 |
| Partito                    | Partito                                | Candidato                  | Voti                    | %                       |
| -------------------------- | -------------------------------------- | -------------------------- | ----------------------- | ----------------------- |
|                            | Laburista                              | Michael Wills              | 22 371                  | 52,93                   |
|                            | Conservatore                           | Nick Martin                | 14 266                  | 33,75                   |
|                            | Lib Dem                                | David Nation               | 4 831                   | 11,43                   |
|                            | UKIP                                   | Brian Lloyd                | 800                     | 1,89                    |
|                            |                                        |                            |                         |                         |
| Iscritti                   | Iscritti                               | Iscritti                   | 69 390                  | 100,00                  |
| ↳ Votanti (% su iscritti)  | ↳ Votanti (% su iscritti)              | ↳ Votanti (% su iscritti)  | 42 328                  | 61,00                   |
| ↳ Astenuti (% su iscritti) | ↳ Astenuti (% su iscritti)             | ↳ Astenuti (% su iscritti) | 27 062                  | 39,00                   |
|                            |                                        |                            |                         |                         |
|                            | Esito: collegio confermato a Laburista |                            |                         |                         |

## Risultati dei referendum

### Referendum sulla permanenza del Regno Unito nell'Unione europea del 2016
|             | Collegio      | Lasciare UE % | Rimanere in UE % |
| ----------- | ------------- | ------------- | ---------------- |
|             | North Swindon | 57,4%         | 42,6%            |
| Inghilterra | 53,3%         | 46,7%         |                  |
| Regno Unito | 51,9%         | 48,1%         |                  |